# Бокейран
Бокейран (порт. Boqueirão) — муниципалитет в Бразилии, входит в штат Параиба. Составная часть мезорегиона Борборема. Входит в экономико-статистический микрорегион Карири-Ориентал. Население составляет 15 877 человек на 2006 год. Занимает площадь 425 км². Плотность населения — 37,4 чел./км².
Праздник города — 29 апреля. 

## История
Город основан в 1959 году.

## Статистика
- Валовой внутренний продукт на 2005 год составляет 60 838 миллионов реалов (данные: Бразильский институт географии и статистики).
- Валовой внутренний продукт на душу населения на 2003 год составляет 3160,31 реалов (данные: Бразильский институт географии и статистики).
- Индекс развития человеческого потенциала на 2000 год составляет 0,608 (данные: Программа развития ООН).

## Галерея

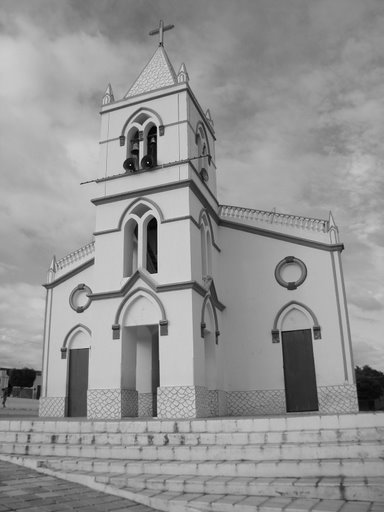
Собор
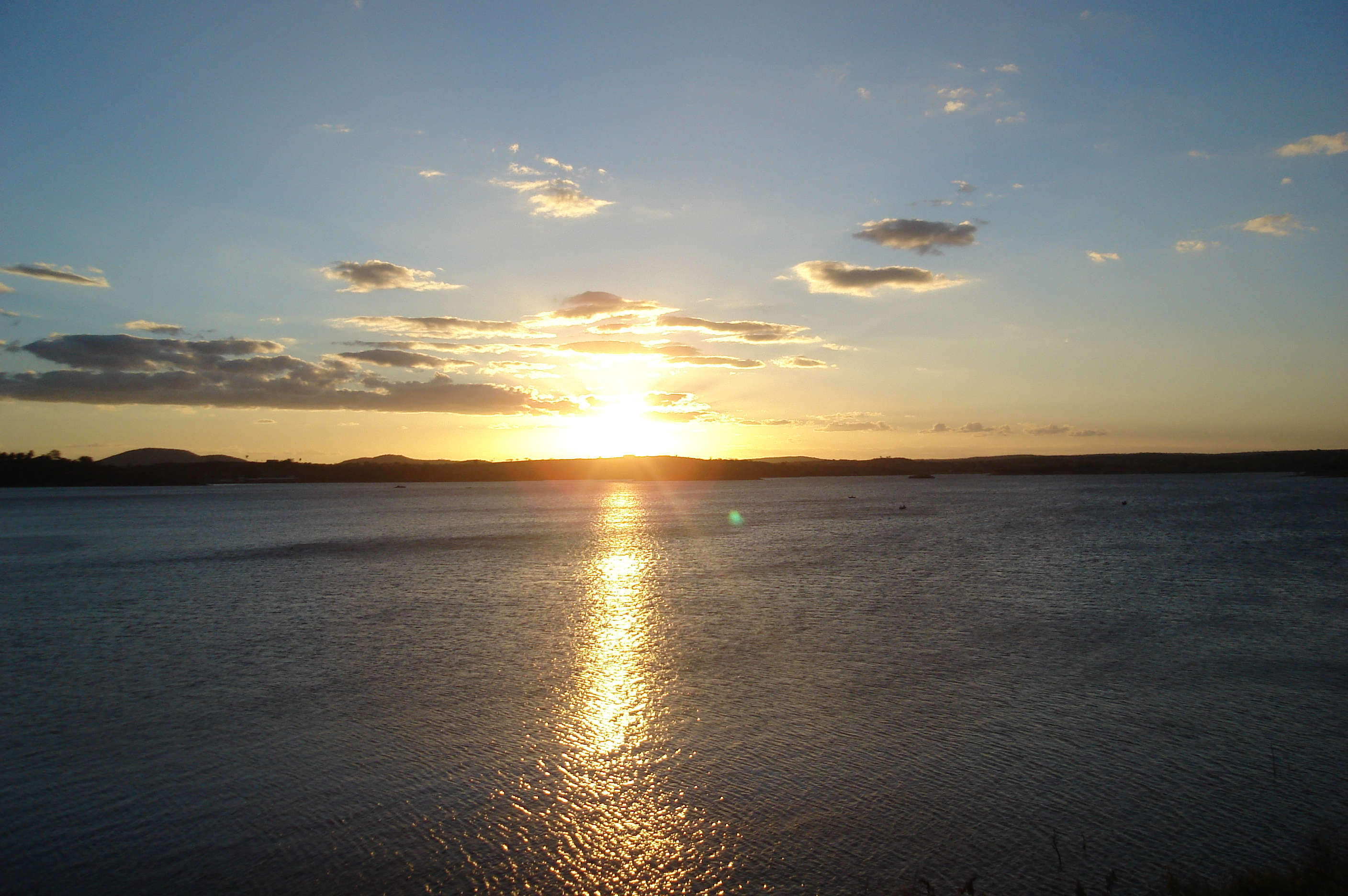
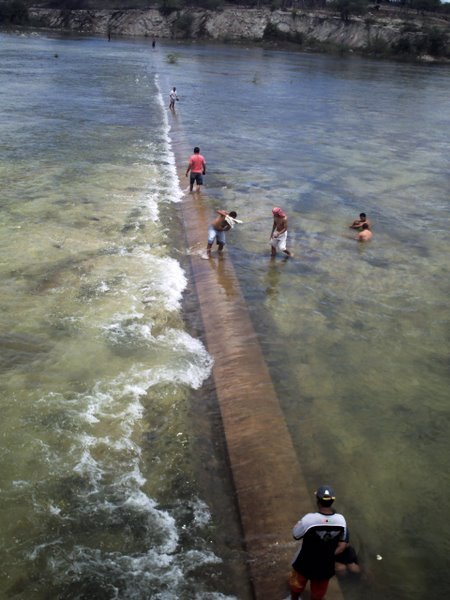
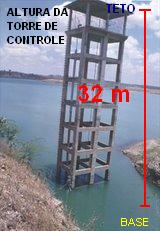
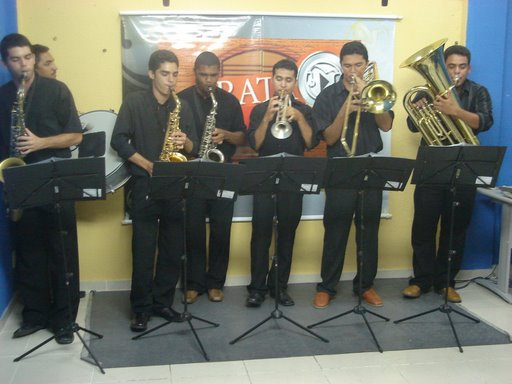